# Cours d'eau sans source
Un cours d'eau sans source est un cours d'eau qui présente une réelle particularité soit physique et hydrographique, soit dans les usages culturels des humains, en particulier dans la toponymie et ici plus spécialement l'hydronymie. Ils sont très peu nombreux dans le monde[réf. nécessaire].

## Cours d'eau présentant une particularité de géographie physique
Le cours d'eau peut fonctionner alternativement dans les deux sens. Dans le cas de diffluence préludant probablement à une capture : 
- le canal de Casiquiare (150 km), au Venezuela, fonctionne tantôt comme un affluent de rive gauche du haut Orénoque, tantôt comme un exutoire d’une partie des eaux de l’Orénoque qui se déverse alors dans l'autre sens vers le Río Negro et le bassin de l’Amazone.

Dans le cas de simples exutoires de crues saisonnières :
- la rivière Tonlé Sap (112 km), au Cambodge, est de novembre à juin un affluent du Mékong et devient en été un exutoire de la crue du fleuve indochinois recevant la partie de ses eaux qui se déverse dans le lac Tonlé Sap ;
- le Bahr Youssouf (22 km), en Égypte, déversait les eaux de la crue du Nil vers le Fayoum et le lac Qaroun (le lac Moéris des anciens) et s'écoulait à l’étiage vers le grand fleuve ;
- le canal de Savières (4,5 km), en France, constitue l'exutoire naturel du lac du Bourget dont le cours peut s'inverser en cas de crue du Rhône.

Le cours d'eau peut présenter un système hydrologique très particulier :
- une dizaine de sources disparaissent dans le vallon des Chantoirs pour former le Rubicon, à Remouchamps en Belgique, qui est une rivière entièrement souterraine si ce n'est à sa confluence avec l'Amblève.

## Cours d'eau affectés d'une particularité hydronymique
De nombreuses rivières ne reçoivent leur nom qu'à partir d'une confluence :
- le fleuve Amazone n'est dénommé ainsi qu'à partir du confluent avec le Río Ucayali. En amont, il s'appelle Río Marañón, à partir de la confluence des Río Tambo et Río Urubamba ;
- le Chatt-el-Arab est confluent du Tigre et de l'Euphrate ;
- la Maine n'est plus ressentie comme le cours inférieur de la Mayenne, mais comme une rivière indépendante née de la réunion de trois rivières, la Mayenne, la Sarthe et le Loir. Pourtant, l'appellation « la Maine » était bien utilisée sur l'ensemble du parcours angevin de la rivière, c'est-à-dire jusqu'à Château-Gontier, bien en amont des fameux confluents de trois rivières. La localité de Montreuil-sur-Maine est toujours là pour l'attester[1]. Pour le département de Maine-et-Loire, durant les premières années qui ont suivi la création de l’entité, les noms Mayenne-et-Loire et Maine-et-Loire ont cohabité dans les documents officiels[2] ;
- la Dordogne, confluent de la Dore et de la Dogne ;
- la Doire Baltée, confluent de la Doire de Vény et de la Doire de Ferret ;
- le Viroin, confluent de l'Eau Blanche et de l'Eau Noire ;
- le Rupel, confluent de la Dyle et de la Nèthe.

Les différentes branches d'un delta ont souvent un nom, sans avoir d'autre « source » que le point de leur effluence ; il arrive même que le « fleuve » principal (par exemple la Meuse) perde son nom avant d'arriver à la mer.
- Le Congo est ainsi dénommé « Lwalaba » en amont de Kisangani.